# سليمان زغيدور
سليمان زغيدور هو كاتب صحفي من مواليد 20 سبتمبر 1953 في أراغين بمنطقة البابور (القبائل)، كاتب وباحث وصحفي فرنسي جزائري وهو متخصص في العالم العربي وأمريكا اللاتينية، وقد خصص عملاً بشكل خاص للجاليات العربية الكبيرة في هذه المنطقة. وهو مهتم أيضًا بروسيا وآسيا الوسطى.

## المسيرة المهنيّة
بدأ زغيدور مسيرتهُ المهنيّة مراسلًا للعديد من الجرائد الدولية كما قام بالعديد من التحقيقات الكبرى طيلة 25 سنة حول أمريكا اللاتينية، الشرق الأوسط، آسيا الوسطى وروسيا، علاوة على تخصّصه في واقع وحياة الأمريكيين اللاتينيين من أصول عربية.
ويعيش في فرنسا منذ أربعين سنة. يشغلُ حاليًا منصب رئيس تحرير قناة تي في 5 موند (بالفرنسية: TV5 MONDE)‏ بالإضافة إلى كونه باحثًا في معهد البحوث الدولية والإستراتيجية بفرنسا ومدرسا لمادة جيوسياسية الأديان بجامعتيّ مونتون وبواتيي.

## آراء
يرى سليمان زغيدور أنّ الأحزاب اليمينية المتطرّفة في أوروبا تلعبُ بورقة الهوية والقيّم المسيحية، كما تتّهم الإسلام أنّه عدوّها الذي يهدّد هويتها، وفي تعريفه لهذه الأخيرة يرى سليمان أنّ الهوية هي تصوّرٌ إيديولوجي وليس حقيقة، وكلّ الأجوبة عن ماهية الهوية ستكون إيديولوجية وليست حقيقية، لكنه ينصحُ في الوقت نفسه بعدم الخلط بين مفهوم الهوية بالتراث. يرى أيضًا أن الهوية تتغيّر ولا يمكن أن تكون ثابتة، فلا توجد – بحسبهِ دائمًا – هوية واحدة ولا يمكن أن تُحدّد من خلال الدين فقط أو الثقافة أو اللغة، فكلّ شيء يصنع الهوية.
بخصوص الثورات في الدول العربيّة وخاصة ثورات الربيع العربي، يرى زغيدور أو بالأحرى يعتبرُ أنّ ما يحدث في الدول العربية ليس بالضرورة ثورة، بل هو ردّ فعل لكلّ حالة الاختناق والتراكمات الناتجة عن الظروف الصعبة التي تعيشها الشعوب العربية. ينتقدُ زغيدور تصور الثوار للثورة وفشلهم في التخطيط لما بعد، ولهذا يُصرّ على تسمية ما يجري بالغضب الشعبي الذي نتج عن تراكم الصعوبات والخيبات، لكنّه يُؤكّد في الوقت نفسه أنّ هذه الاحتجاجات أحسن بكثير من الجمود الذي تعيشه الدول العربية.
يرى سليمان زغيدور أنّ الدين ليس مصدر نزاعات حقيقية، ويُؤكّد أيضًا أنّ الصراع الفلسطيني-الإسرائيلي ليس صراعًا دينيًا، فاليهود لا يحاولون إدخال المسلمين والمسيحيين من الفلسطينيين إلى الديانة اليهودية والعكس صحيح، كما أنّ اليهود لا يحاولون هدم المساجد وطرد المسلمين، كما أنّ المسلمين لا يريدون أيضًا هدم المعابد اليهودية وطرد اليهود منها، المشكل يتعلق بحسّ الوطنية أي بالصراع على أرض صغيرة جدّا تضمّ ستة ملايين ونصف مليون إسرائيلي وخمسة ملايين ونصف مليون فلسطيني أي تقريبا 12 مليون نسمة في 34 ألف كلم مربع.

## قائمة أعماله
صدرت لسليمان زغيدور العديد من المؤلفات لعلّ أبرزها:
- الحياة اليومية في مكة، محمد إلى يومنا هذا
- الإسلام
- الرجل الذي أراد أن يلتقي الإله